# Leigh Snowden

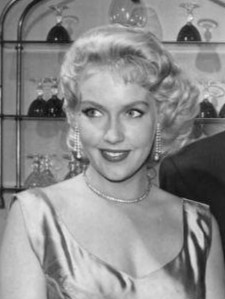
Leigh Snowden (1960)

Leigh Snowden (* 23. Juni 1929 in Memphis, Tennessee; † 11. Mai 1982 in North Hollywood, Kalifornien) war eine US-amerikanische Filmschauspielerin, Bühnenschauspielerin und Fernsehschauspielerin.

## Leben
Leigh Snowden wurde 1929 in Memphis, im US-Bundesstaat Tennessee geboren.
Als sie 16 war, heiratete Estes ihren Klassenkameraden James Snowden und zog mit ihm nach San Francisco, Kalifornien, als er zum Militär ging. Nach der Geburt zweier Kinder, eines Mädchens und eines Jungen, ließen sich Leigh und James Snowden einvernehmlich scheiden, wobei Leigh das Sorgerecht für die Kinder erhielt.
Nach ihrer Scheidung zog Snowden nach Los Angeles, Kalifornien, und arbeitete als Model und in kleinen Rollen im Fernsehen. Ihren großen Durchbruch im Showgeschäft hatte sie mit einer Weihnachtsshow von Jack Benny, die vom Marinestützpunkt San Diego im Fernsehen übertragen wurde. Als Snowden vor einem Publikum von 10.000 Matrosen über die Bühne ging, jubelten und pfiffen die Matrosen so enthusiastisch, dass elf Hollywood-Studios sie am nächsten Tag kontaktierten. Die Veranstaltung führte zu der Schlagzeile der Zeitung: „Sailors‘ Whistles Blow Blonde into Film Studio“. Snowden entschied sich für Universal Pictures aufgrund der Ausbildung an der dortigen Filmschule; Sie begann Gesangs- und Schauspielunterricht bei Mara Corday, Pat Crowley, Clint Eastwood, James Garner und John Saxon.
Snowden war von 1956 bis 1982 mit dem Akkordeonisten Dick Contino verheiratet. Gemeinsam hatten sie drei Kinder.
1954 stand Snowden in der Fernsehserie Jack-Benny-Show erstmals für das Fernsehen vor der Kamera. 1955 hatte sie ihre erste Filmrolle in Rattennest. 1955 erhielt sie in der Fernsehserie Lux Video Theatre erstmals eine wiederkehrende Rolle. In der Fernsehserie Alle lieben Bob hatte Snowden 1955 bis 1959 eine wiederkehrende Rolle.

## Filmografie
- 1954: Jack-Benny-Show (The Jack Benny Program, Fernsehserie, Folge 5x05)
- 1955: Studio 57 (Fernsehserie, Folge 1x18)
- 1955: The Mickey Rooney Show (Fernsehserie, Folge 1x25)
- 1955: Rattennest (Kiss Me Deadly)
- 1955: Francis in the Navy
- 1955: Was der Himmel erlaubt (All That Heaven Allows)
- 1955: Lux Video Theatre (Fernsehserie, 2 Folgen)
- 1955: Der Schläger von Chicago (The Square Jungle)
- 1955–1959: Alle lieben Bob (The Bob Cummings Show, Fernsehserie, 3 Folgen)
- 1956: Das Ungeheuer ist unter uns (The Creature Walks Among Us)
- 1956: Vom Teufel verführt (The Rawhide Years)
- 1956: Du oder ich (Outside the Law)
- 1956: I’ve Lived Before
- 1957: Hot Rod Rumble
- 1958: This Is Alice (Fernsehserie, 3 Folgen)
- 1959: Täter unbekannt (The Lineup, Fernsehserie, Folge 6x11)
- 1960: Tightrope! (Fernsehserie, Folge 1x21)
- 1960: Bachelor Father (Fernsehserie, Folge 3x36)
- 1961: Die Comancheros (The Comancheros)
- 1961: Kein Fall für FBI (The Detectives Starring Robert Taylor, Fernsehserie, Folge 3x05)